# Agneta Karlsson
Agneta Ingrid Karin Karlsson, född 5 oktober 1962 i Staffans församling i Gävle, är en svensk generaldirektör och tidigare socialdemokratisk politiker.
Karlsson utbildades till förvaltningsekonom vid Stockholms universitet. Hon har arbetat som statssekreterare hos sjukförsäkringsminister Ingela Thalén, statssekreterare hos ungdoms- och förskoleminister Lena Hallengren och varit biträdande partisekreterare för Socialdemokraterna. 2007 till 2010 arbetade hon på läkemedelsbolaget Glaxo Smith Kline som chef för samhällskontakter. Mellan 2011 och 2014 var Karlsson vice vd för Arenagruppen och chef för Arena medier. Mellan 2014 och 2019 var hon statssekreterare hos först sjukvårds-, folkhälso- och idrottsminister Gabriel Wikström och därefter hos socialminister Annika Strandhäll. 2014–2018 var Karlsson riksdagsledamot. Den 2 december 2019 tillträdde hon posten som generaldirektör för Tandvårds- och läkemedelsförmånsverket (TLV).